# Ricardo Castagnino
Ricardo Castagnino (13 de septiembre de 1947) es un deportista argentino que compitió en judo. Ganó una medalla de bronce en el Campeonato Panamericano de Judo de 1972 en la categoría de –80 kg.

## Palmarés internacional
| Campeonato Panamericano | Campeonato Panamericano  | Campeonato Panamericano | Campeonato Panamericano |
| Año                     | Lugar                    | Medalla                 | Categoría               |
| ----------------------- | ------------------------ | ----------------------- | ----------------------- |
| 1972                    | Buenos Aires (Argentina) | Medalla de bronce       | –80 kg                  |